# Scialla semper
| Recensione      | Giudizio |
| --------------- | -------- |
| La casa del rap |          |
| OndaRock        |          |
| Rockit          | Positivo |
| Rockol          |          |

Scialla semper è il primo album in studio del rapper italiano Massimo Pericolo, pubblicato il 12 aprile 2019 dalle etichette discografiche Pluggers e Lucky Beard.
L'album è stato posizionato alla settima posizione dei «venti migliori dischi italiani del 2019» dalla rivista Rolling Stone.

## Antefatti
Il nome del disco, Scialla semper, è stato ripreso dal nome dell'operazione antidroga della Polizia di Stato, che ha portato all'arresto di Massimo Pericolo nel 2014. La scelta di dare questo nome come titolo dell'album è giustificata dalla presenza come tema dell'operazione all'interno dei brani. Alcuni dei testi delle canzoni presenti nell'album sono stati scritti durante il suo periodo passato agli arresti domiciliari a casa dei nonni.

## Tracce
Testi di Alessandro Vanetti, musiche di Crookers & Nic Sarno, eccetto dove indicato.
1. 7 miliardi – 2:47
2. Ansia (feat. Ugo Borghetti) – 3:46 (testo: Alessandro Vanetti, Roberto Anzellotti)
3. Cocco – 2:45
4. Sabbie d'oro (feat. Generic Animal) – 3:56 (musica: Palazzi d'Oriente)
5. Scialla semper – 2:40
6. Soldati – 2:28
7. Ramen Girl – 2:26 (musica: Xqz, Gersan)
8. Amici – 3:01

Tracce bonus nella riedizione Emodrill Repack
1. Cella senza cesso [CSC] (feat. Xqz) – 2:37 (musica: Xqz)
2. Miss - Emodrill version 2019 – 3:18
3. Totoro - Emodrill version 2019 – 3:15 (musica: Xqz, Crookers & Nic Sarno)
4. Polo nord - C+N Progressive Mix – 4:09
5. Polo nord - Emodrill version 2019 – 3:09

Traccia bonus nell'edizione CD e vinile del 2019
1. Ketama126 – Scacciacani (feat. Massimo Pericolo) – 3:39 (testo: Piero Baldini, Alessandro Vanetti)

Traccia bonus nell'edizione vinile del 2024
1. X3 – 2:20 (musica: Fight Pausa)

## Classifiche

### Classifiche settimanali
| Classifica (2019) | Posizione massima |
| ----------------- | ----------------- |
| Italia            | 4                 |

### Classifiche di fine anno
| Classifica (2020) | Posizione |
| ----------------- | --------- |
| Italia            | 48        |
| Classifica (2021) | Posizione |
| Italia            | 88        |